# Spodnji Tuštanj
Spodnji Tuštanj este o localitate din comuna Moravče, Slovenia, cu o populație de 101 locuitori.